# تیپ ۳۲۱ پیاده مرند
تیپ ۳۲۱ پیاده مرند یا تیپ ۳۲۱ متحرک هجومی از تیپ‌های پیاده‌نظام نیروی زمینی ارتش جمهوری اسلامی ایران و زیرمجموعه لشکر ۲۱ پیاده آذربایجان است، که پادگان و ستاد فرماندهی آن در شهر مرند، استان آذربایجان شرقی مستقر می‌باشد. این تیپ در سال ۱۳۵۹ در ابتدای جنگ ایران و عراق تحت عنوان تیپ ۳ لشکر ۲۱ حمزه تأسیس شد و نخستین فرمانده آن حسن آبشناسان بود. هم‌اکنون سرهنگ اکبر ابوذر فرماندهی تیپ ۳۲۱ پیاده مرند را برعهده دارد.